# Trebisonda
Trebisonda (in turco Trabzon, o anche Trebizond; in latino Trapezus; in greco Τραπεζούντα?, Trapezounta; in lazico ტამტრა, Ťrap'uzani o Ťamt'ra; in italiano desueto anche Trapesunta o Trapezunte) è una città della Turchia, capoluogo dell'omonima provincia, situata sulla costa nord-orientale che si affaccia sul Mar Nero.
Nel periodo medievale fu capitale dell'Impero di Trebisonda (1204-1461) e fu l'ultima città bizantina indipendente ad essere conquistata dai turchi ottomani (nel 1461) dopo la caduta di Costantinopoli (1453) e Mistra (1460). Oggi Trebisonda è il porto più grande della Turchia sul Mar Nero e conserva ancora una certa importanza grazie alla sua posizione strategica sulle rotte commerciali fra l'Europa ed il Medio Oriente.
Ridotta al rango di capoluogo di provincia, Trebisonda mantenne la sua diversità etnica e religiosa e le sue numerose colonie mercantili fino all'inizio del XX secolo, quando i due genocidi dei greci pontici e degli armeni sradicarono il cristianesimo orientale, fino ad allora maggioritario. Il suo porto rimane importante per l'economia turca, essenzialmente come centro per il commercio tra il Medio Oriente (soprattutto l'Iran), il Caucaso e gli altri Paesi che si affacciano sul Mar Nero.

## Storia

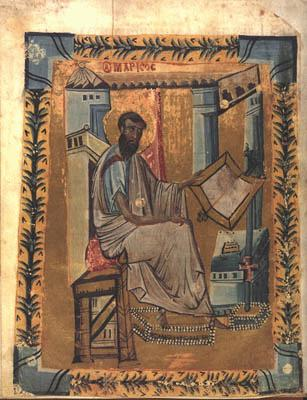
Illustrazione raffigurante Marco evangelista, dal Vangelo di Trebisonda, copiato fra i secoli X ed XI

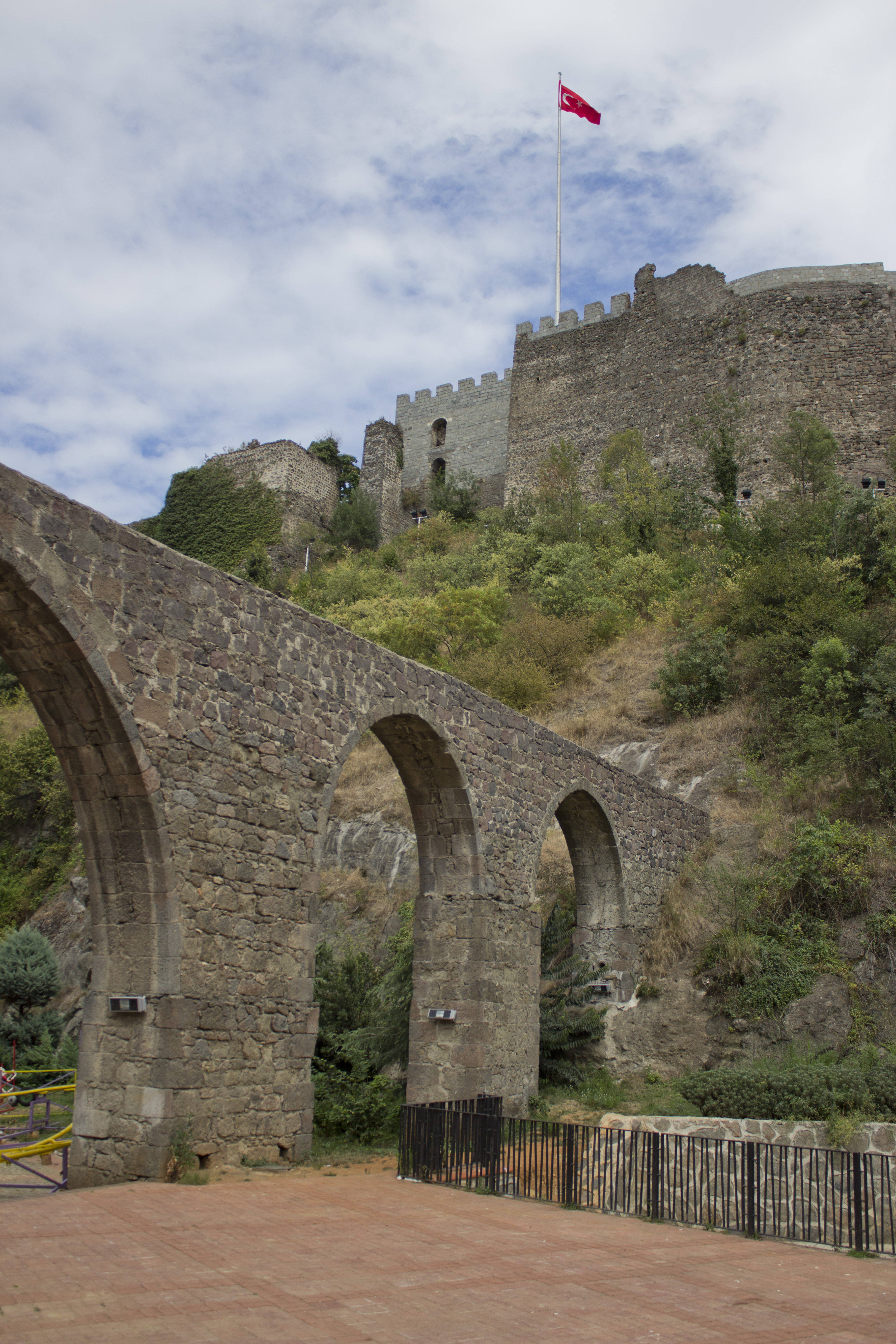
L'acquedotto e le mura delle città antica

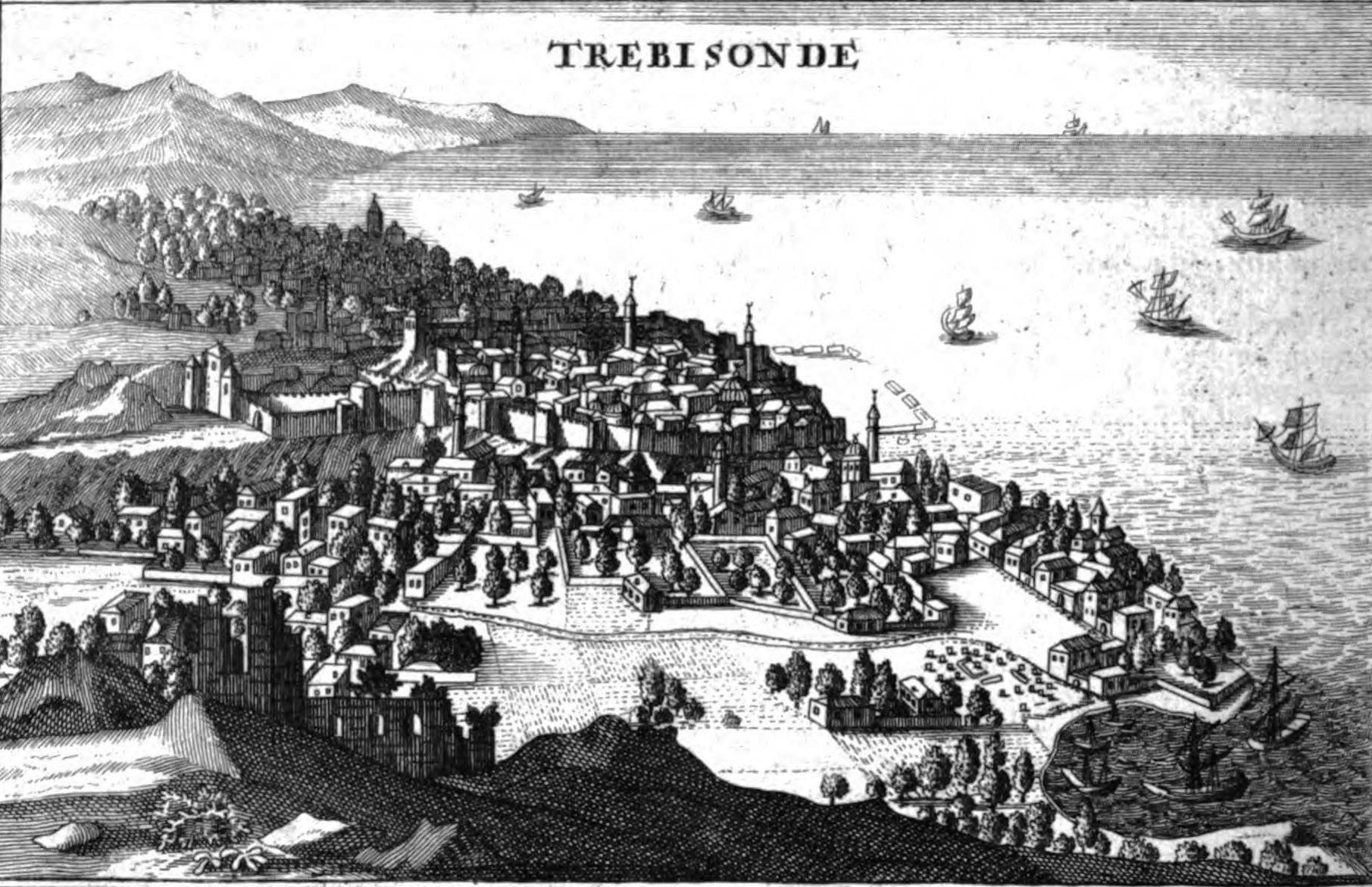
Trebisonda nel 1718

### Antichità
Trebisonda fu fondata nell'VIII secolo a.C. da mercanti greci provenienti da Mileto. Quando Senofonte e i "Diecimila" mercenari greci fuggirono dalla Persia e arrivarono a Trebisonda, quest'ultima era tributaria di Sinope. Il Periplo di Scilace, invece, afferma che la tribù dei Macrocefali viveva in città, essendo vicina ai Bekiri e ai Mosinechi. Tuttavia, fu solo quando passò sotto il dominio romano (dal 64 d.C.) che Trebisonda iniziò a prosperare, divenendo un'importante base navale sul Mar Nero, facente parte della provincia del Ponto. La crescita economica terminò quando fu saccheggiata dai Goti nel 257, in seguito alla loro vittoria sulle forze dell'imperatore Valeriano. In seguito, però, la città si riprese e divenne parte della provincia del Ponto Polemoniaco.

### Impero bizantino
Dal 395 Trebisonda dipende dall'Impero romano d'Oriente da Costantinopoli. Essendo il porto bizantino più vicino all'Armenia e situato su una frontiera critica dell'Impero, Trebisonda fu ricostruita in modo importante nelle campagne orientali dell'imperatore Giustiniano I, che regnò dal 527 al 565. Nel IX secolo, la città divenne la capitale di una nuova provincia militare, la Chaldia, e da quel momento in poi fu un centro commerciale con l'Oriente.
Basilio II fece della città una base per avanzare in Armenia, nel Vaspurakan e in altre regioni della Georgia. Nel 1021 radunò le truppe per attaccare (l'Abcasia) e nel frattempo ricevette un emissario dal re di Vaspurakan che gli cedette il regno (fortemente minacciato) in cambio di terre in Anatolia. Nel secolo successivo la regione fu invasa dai Turchi Selgiuchidi e nel 1071 la battaglia di Manzicerta pose fine al dominio bizantino su gran parte dell'Anatolia , ma Trebisonda non poté essere occupata dai Turchi e i Bizantini ripresero in seguito le loro posizioni.
Nel 1080, Trebisonda era stata conquistata da Malik Shah I e l'imperatore inviò Teodoro Gabras a riconquistarla; questi riuscì a dominare vasti territori nell'area circostante, ma nel 1098 fu sconfitto e ucciso dall'emiro di Sivas, della dinastia dei Danishmendidi, sul fiume Koruk, vicino a Bayburt. Suo figlio Gregorio Gabras, che gli succedette, agì in modo indipendente dai Bizantini e diede in sposa sua figlia all'Amir di Sivas (1106). Questa indipendenza virtuale ebbe fine quando l'imperatore Giovanni II Comneno lo fece prigioniero e lo portò a Costantinopoli (1118), dove fu graziato poco dopo. L'anno successivo Costantino Gabras divenne governatore di Trebisonda e in seguito strinse alleanze con gli emiri della zona, ma fu sconfitto dall'emiro di Sivas. Costantino fu fatto prigioniero e dovette pagare un riscatto per la sua libertà; i vincitori non approfittarono della vittoria e combatterono tra loro. Nel 1139, Giovanni II lanciò una campagna contro i Danishmendidi e Costantino negoziò con lui un trattato (garantendo la retroguardia), come se fosse un sovrano. Giovanni II marciò presto nel territorio di Costantino e Costantino dovette sottomettersi.

### Impero di Trebisonda
Dopo la quarta crociata, nel 1204 fu capitale dell'Impero di Trebisonda, uno Stato formato da Alessio Comneno, fino al 1461, quando venne conquistata dall'Impero Ottomano. I Turchi, come per le altre città passate nel loro impero, trasformarono in moschee la maggioranza delle chiese costruite nei secoli precedenti.
Il primo imperatore fu Alessio I di Trebisonda che, insieme al fratello Davide Comneno, era fuggito da Costantinopoli dopo l'invasione dell'Impero latino. Alessio, erede della famiglia reale bizantina, aiutato dalla regina Tamara di Georgia, si proclamò legittimo imperatore bizantino. Riuscì a respingere l'assedio di Trebisonda tra il 1205 e il 1206 e Davide si impadronì delle città del Ponto, come Amisos (Samsun), Sinope, Kastamonu, Amastris ed Heraclea del Ponto. Nel 1205, alleato con i Latini, attaccò Nicomedia, ma fu sconfitto da Teodoro I Lascaris di Nicea; nel 1206, Davide fu nuovamente sconfitto da Teodoro e morì.
Manuele I iniziò il suo regno nel 1238, conquistando Sinope nel 1254, ma l'Impero la perse nuovamente nel 1266, alla morte di Manuele. Suo figlio Giorgio tentò nuovamente di espandersi in Sinope nel 1277, ma fu sconfitto e i turchi occuparono tutte le terre a ovest di Samsun. Nel 1290 anche la regione di Halibia (l'attuale Unye) era stata persa e ancora più territorio fu perso nelle campagne degli emiri turchi del 1313 e del 1323. Inoltre, dopo la morte di Basilio di Trebisonda nel 1340, scoppiò una guerra civile che durò dieci anni. I turcomanni tentarono di occupare il Paese nel 1340 e in un'incursione la città fu bruciata. Nel 1348 scoppiò un conflitto locale con i genovesi, con un massacro di italiani, e le navi genovesi distrussero presto la flotta dell'Impero e occuparono Cheraso. L'imperatore dovette restituire ai genovesi i loro precedenti privilegi.
Nel 1349, sotto Alessio III di Trebisonda, tornò la pace. Sposò Teodora Cantacuzeno, parente dell'imperatore bizantino Giovanni VI Cantacuzeno. Il 4 marzo 1380, Alessio III attaccò i turcomanni che dominavano Sinope, Samsum, Giresun e la Valle dell'Harsit e li sconfisse a Kurtun. Alla fine del secolo apparve nella regione Tamerlano, al quale Manuele III pagò un tributo. Nel 1396 l'accordo con i genovesi fu rotto e Manuele dovette concedere maggiori privilegi ai veneziani.
Bayezid I (1389-1402), capo dei turchi ottomani, si impadronì della costa del Mar Nero tra Eraclea Pontica e Samsun. Trebisonda si alleò con Tamerlano e gli fornì aiuti, tra cui alcune navi, nel 1402, quando vinse la battaglia di Angora.19 All'epoca di Giovanni IV di Trebisonda, gli Ottomani si erano ripresi e cominciarono a tormentare Bisanzio. Maometto II assediò Costantinopoli e la prese nel maggio 1453. Giovanni IV si allea con gli Ak Koyunlu e chiede aiuto alla Francia. Ma nel 1461 Maometto II iniziò la conquista della regione, prima dell'emirato di Sinope e poi degli altri, compreso l'Ak Koyunlu. Gli Ottomani assediarono la città via terra e poi via mare.

### Impero ottomano
Dopo la conquista, Maometto II inviò nella zona molti coloni turchi, ma le antiche etnie, greca, laz e armena, rimasero nella regione. Tuttavia, alla fine del XVII secolo, gran parte dei cristiani locali era stata islamizzata e turchizzata.
Trebisonda fu il centro del Sangiaccato negli Eyalet di Rum (1461-1514) e (1520-1535), e degli Erzincan (1514-1517), Anatolia (1517-1520) ed Erzurum (1535-1598). Nelle successive riorganizzazioni territoriali mantenne la sua importanza politica come capo dell'Anatolia nord-orientale: capitale dell'Eyalet di Trebisonda (1598-1867) e poi del vilayet di Trebisonda (1867-1923). A riprova della sua importanza, durante il regno del sultano Bayezid II, suo figlio, il principe Selim (poi sultano Selim I), fu nominato sancakbeyi della regione. Il figlio di Selim I, Solimano il Magnifico, nacque a Trebisonda nel 1494 e sotto il suo governo l'Impero Ottomano raggiunse il suo massimo splendore.
Trebisonda aveva una ricca classe mercantile durante il tardo periodo ottomano e la minoranza cristiana locale aveva un'influenza sostanziale in termini di cultura, economia e politica. Diversi consolati europei sono stati aperti in città per la sua importanza nel commercio regionale. Nella prima metà del XIX secolo, la città divenne addirittura il principale porto per le esportazioni persiane. Tuttavia, l'apertura del Canale di Suez nel 1869, così come l'apertura della linea ferroviaria tra Tiblisi e Teheran, diminuirono notevolmente la posizione commerciale internazionale di Trebisonda.

### Età contemporanea
Durante la Prima guerra mondiale, la città fu teatro di una delle battaglie chiave tra l'Impero ottomano e quello russo durante la campagna del Caucaso; di conseguenza, Trebisonda fu catturata dall'Armata imperiale russa del Caucaso comandata dal Granduca Nicola e dal generale Nikolai Yudénich nell'aprile del 1916.
Negli anni dieci e venti del XX secolo fu teatro della tragica sorte delle popolazioni cristiane della zona, fu una delle città più colpite durante il genocidio armeno perpetrato dai turchi ai danni della popolazione armena e uno dei porti per il grande esodo della popolazione greca del Ponto durante la cosiddetta catastrofe dell'Asia Minore.
Dopo la guerra greco-turca e l'annullamento del Trattato di Sèvres, sostituito dal Trattato di Losanna, Trebisonda venne ceduta alla Turchia. Nel gennaio del 1923, i governi di Turchia e Grecia si accordarono per uno scambio forzato di popolazione che comprendeva circa 1,5 milioni di greci pontici che migrarono in Grecia.
Durante la Seconda guerra mondiale, l'attività portuale è diminuita a causa delle campagne del Mar Nero (1941-1944). La città ha avuto nuovamente problemi economici che, tuttavia, non le hanno impedito di avere ancora una consistente comunità di musulmani di lingua greca.

## Curiosità linguistiche
In lingua italiana il nome, sostantivato, della città viene utilizzato nella frase "perdere la trebisonda" con utilizzo e significato analogo a quello di "perdere la bussola" (o "perdere la tramontana"): essere disorientati o confusi e con il significato aggiuntivo di perdere il controllo, inquietarsi. Ciò deriva dal fatto che, anticamente, la città di Trebisonda costituiva un importantissimo punto di riferimento visivo per le navi che percorrevano quelle rotte, mancando il quale spesso si verificavano naufragi lungo le coste circostanti.

## Monumenti e luoghi d'interesse

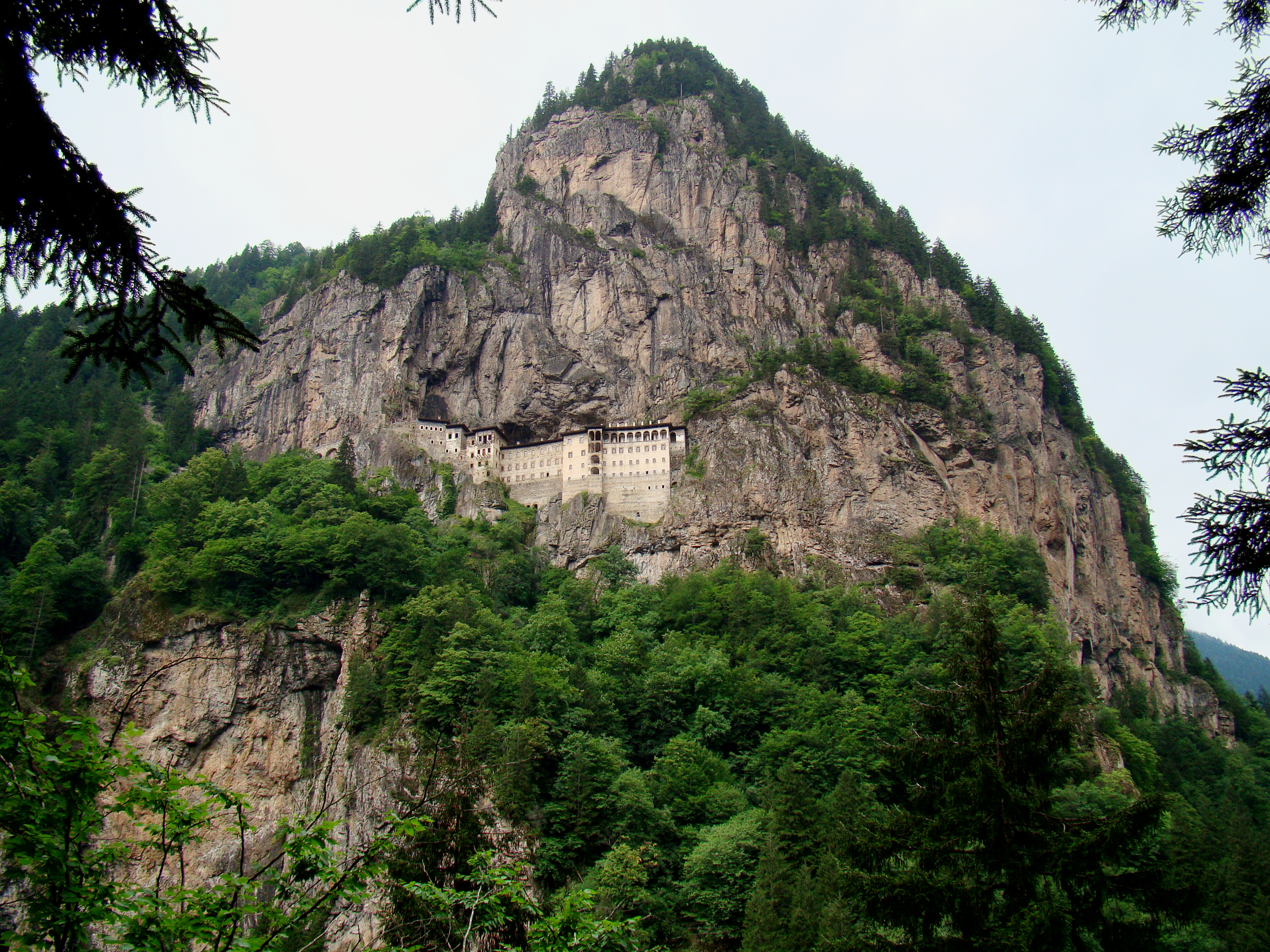
Monastero di Sumela

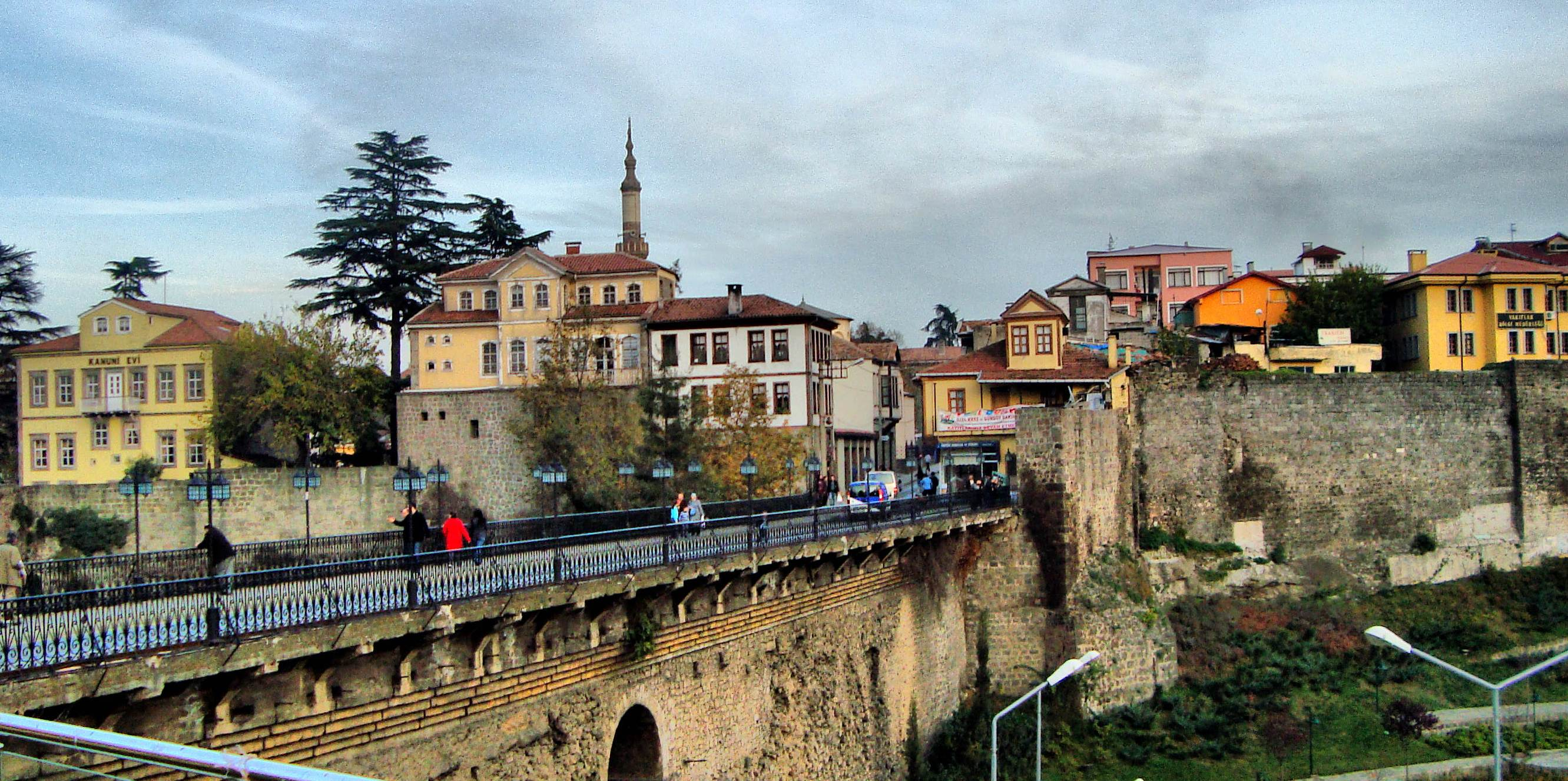
Il ponte Zağnos e la zona Ortahisar

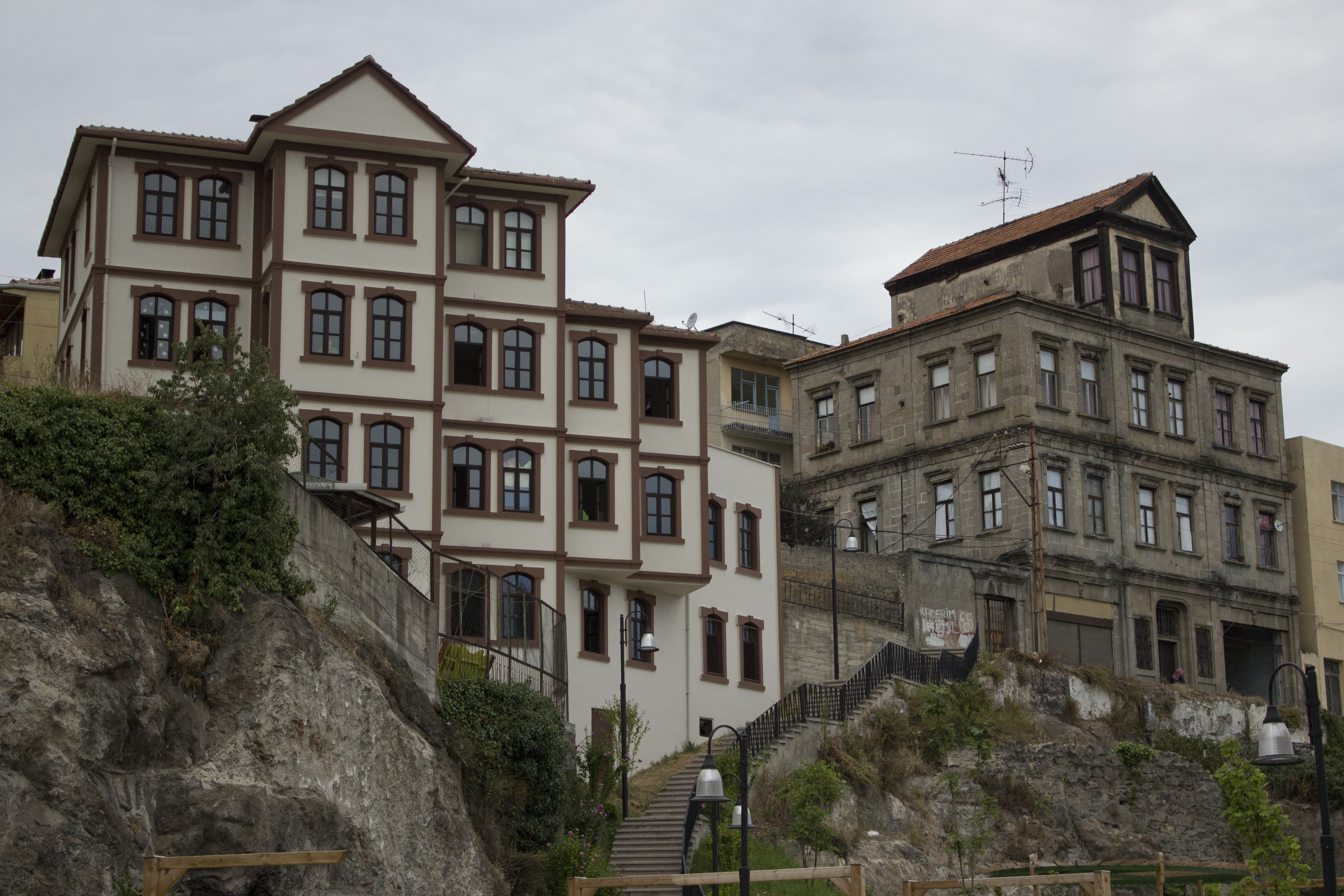
Esempi di architettura spontanea

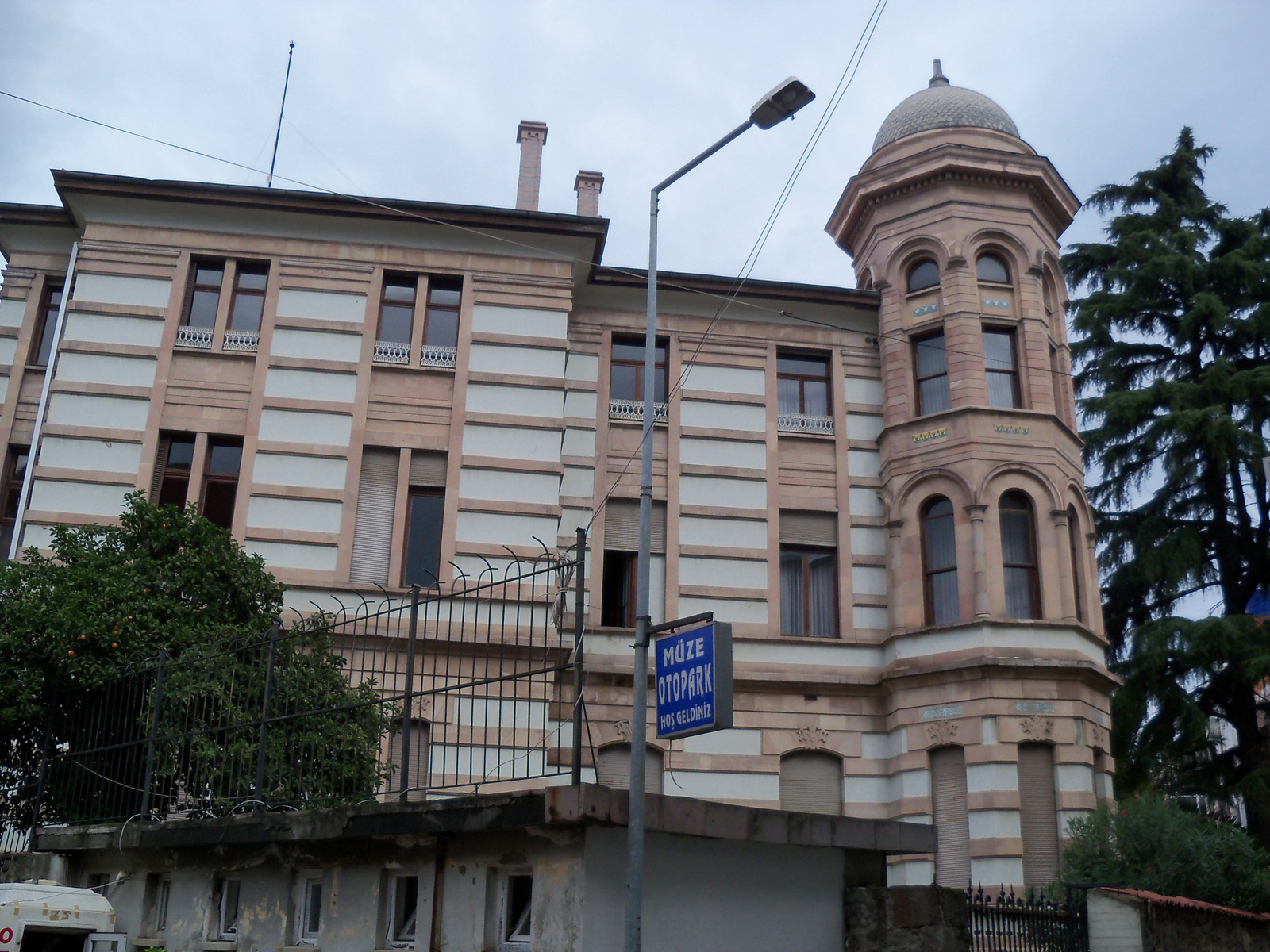
Museo di Trebisonda

Trebisonda ha una serie di attrazioni turistiche, alcune delle quali risalgono ad epoche antiche. Nei pressi della piazza del centro della città, si trova il Meydan, un grande parco pubblico.
- La ex basilica di Santa Sofia (in turco Ayasofya Camii), una splendida chiesa bizantina e probabilmente l'attrazione turistica più importante della città.
- Le rovine delle mura di Trebisonda, visibili in diverse aree della città ma non visitabili in quanto gran parte di esse rientra in una zona militare. Il muro esterno del castello ora funge da muro posteriore di un edificio militare.
- La Atatürk Köşkü, una villa costruita nel 1890 da un commerciante greco locale. Nel 1924, Mustafa Kemal Atatürk vi soggiornò durante la sua visita a Trabzon. Rimase di nuovo lì nel 1937. Ospita sale d'epoca e funge da monumento alla memoria del fondatore e primo presidente della Turchia.
- Parco Boztepe, un piccolo parco che ospita un giardino da tè sulle colline e offre una vista panoramica di quasi tutta la città.
- Uzun Sokak, una delle strade più frequentate di Trebisonda.
- Il Museo di Trebisonda, sito al centro della città pieno di interessanti reperti che raccontano la storia della regione, tra cui un elevato numero di manufatti bizantini.
- Il distretto del bazar, che collega diverse antiche stradine cittadine e via Kunduracılar alla piazza Meydan.
- Il Kostaki Konağı, un museo a nord di Zeytinlik vicino a Uzun Sokak.

Altre attrazioni della città sono: la moschea Fatih (originariamente chiesa Panagia Khrysokephalos), la moschea Yeni Cuma (originariamente chiesa di Sant'Eugenio), la moschea Nakip (originariamente la chiesa di Agios Andreas), la moschea Hüsnü Köktuğ (originariamente chiesa di Sant'Eleuterio), la İskender Pasha, la Türbe (commissionata dal sultano Selim I), il Güzelhisar (letteralmente "bel castello" e noto originariamente come Leonkastron).
Un tempo esisteva anche la chiesa di San Gregorio di Nissa, fatta esplodere per far posto ad un club cittadino.

## Economia
Trebisonda è il più importante di tutti i porti del Mar Nero, poiché si trova proprio sull'asse commerciale nord-sud ed est-ovest. Nel Medioevo era uno dei principali scali della storica Via della Seta. Durante il XVIII e il XIX secolo era il terzo porto più trafficato dell'Impero Ottomano dopo Istanbul e Smirne in termini di entrate erariali derivanti dal commercio internazionale. Fino alla prima guerra mondiale, la città occupava una posizione vitale sulle rotte commerciali tra l'Asia centrale, il Caucaso, l'Iran e la Russia, collegando Oriente e Occidente. Per questo motivo, in questo periodo la città fu oggetto di manovre politiche tra Germania, Francia, Russia e Regno Unito.
Tuttavia, i cambiamenti politici ed economici successivi alla Prima Guerra Mondiale hanno portato alla chiusura della "porta orientale" della Turchia. Poi, durante la guerra fredda, la regione è rimasta intrappolata in un "vicolo cieco" e, nel giro di 70 anni, la città è stata sull'orlo dello strangolamento economico. Tuttavia, l'apertura nel 1988 di un valico di frontiera tra la Turchia e l'Unione Sovietica, l'unico valico terrestre della regione, seguita nel 1991 dalla dissoluzione dell'Unione Sovietica e dall'emergere di nuovi Stati, ha creato nuove prospettive per Trebisonda.
Sebbene a Trebisonda si possano coltivare diverse varietà di frutta e verdura, a causa della sua struttura geografica solo circa il 25% del terreno è utilizzato per l'agricoltura. Trebisonda e la regione di cui è la metropoli hanno due prodotti agricoli principali: circa il 20% della produzione di nocciole e di tè del Paese avviene a Trebisonda. Oltre a questi due prodotti principali, si producono anche tabacco, patate e mais.
La città ha un basso livello di sviluppo industriale. L'industria manifatturiera si basa sull'agricoltura, anche se sono presenti diversi impianti di lavorazione delle nocciole e del tè. Inoltre, si producono cemento, materiali da costruzione, prodotti medici, prodotti in metallo e vetro, oltre a oggetti in rame, oro e argento. Inoltre, esistono conservifici di pesce che producono parallelamente farina di pesce.

## Infrastrutture e trasporti
La città è servita dall'Aeroporto di Trebisonda.

## Amministrazione
La città è gemellata con:
- Amasya
- Batumi[8]
- Dortmund
- Kaunas
- Purwakarta
- Rasht
- Rizhao
- Soči
- Szigetvár
- Zanjan

## Sport
Il principale club calcistico della città è il Trabzonspor Kulübü, una delle principali squadre del campionato turco (di cui ha vinto il campionato 21/22, 38 anni dopo l’ultima volta), con alle spalle diverse partecipazioni alle competizioni europee. Nella stagione 2011-2012 ha partecipato per la prima volta alla fase a gironi della Champions League.

## Galleria d'immagini

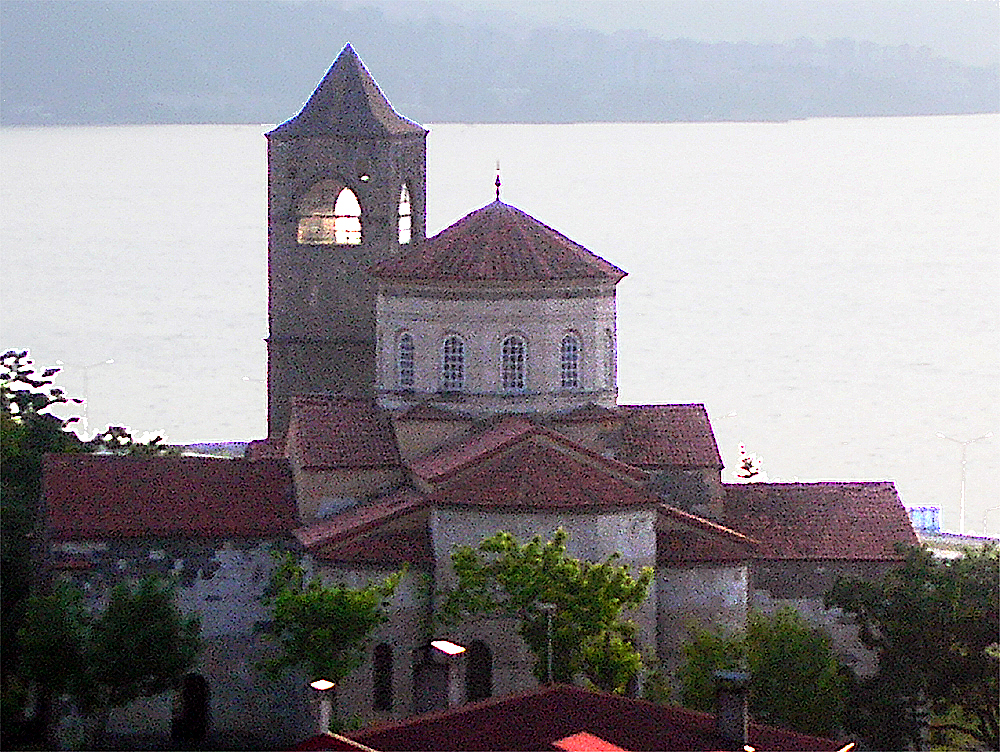
Santa Sofia di Trebisonda
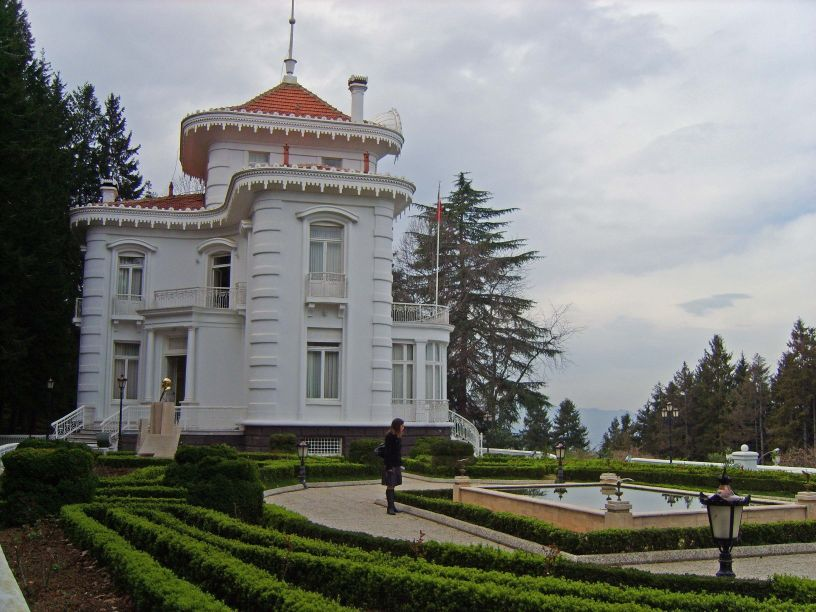
Atatürk Köşkü, la villa che ospitò Atatürk
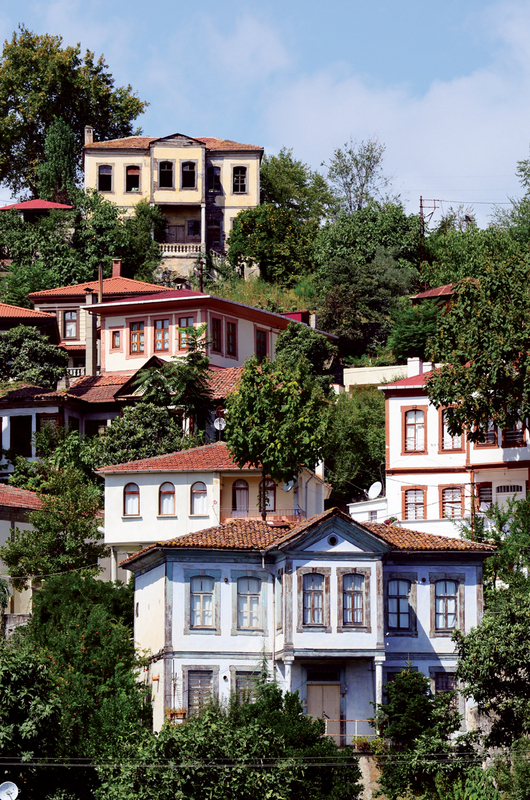
Abitazioni caratteristiche
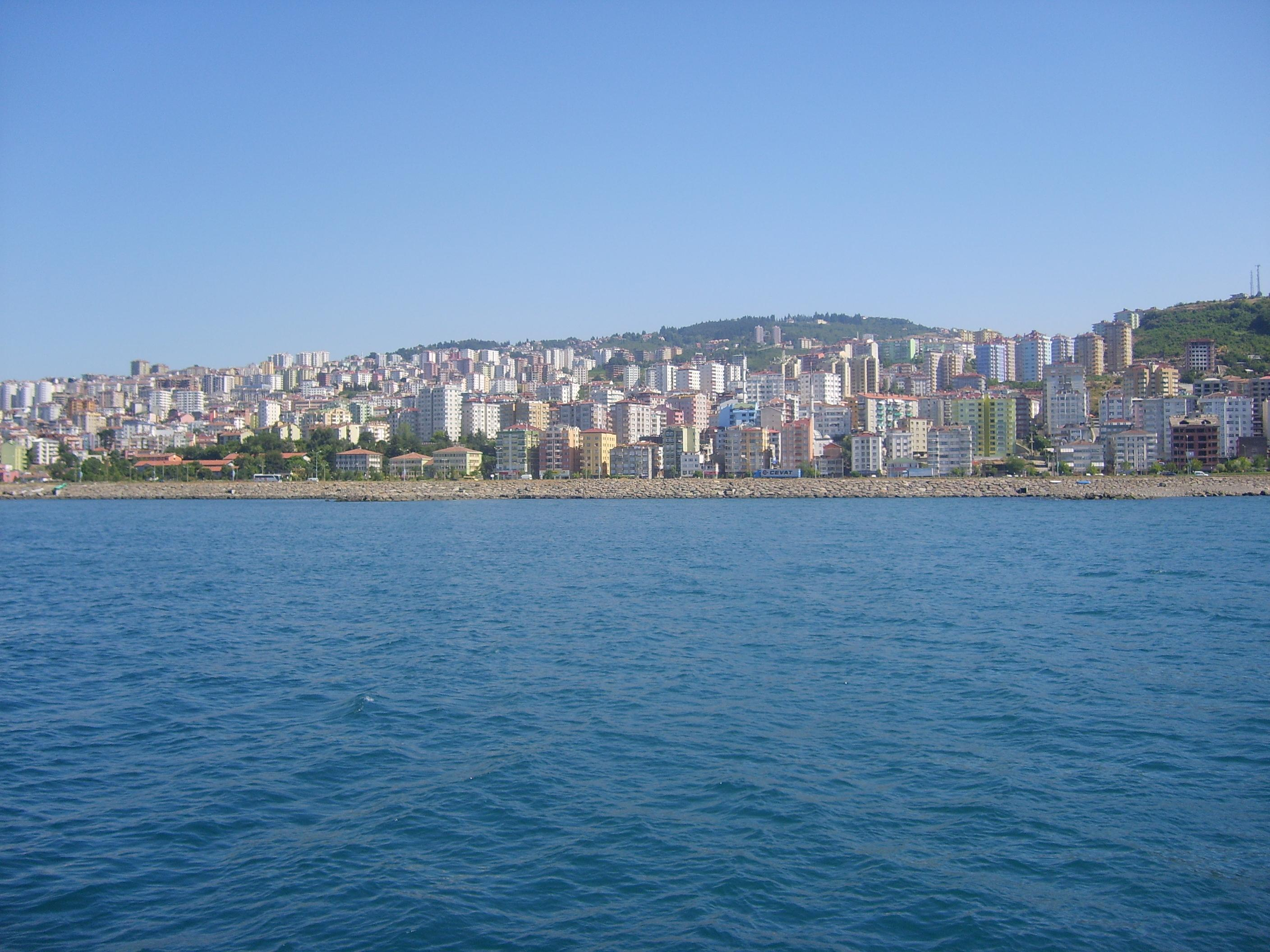
Trebisonda vista dal Mar Nero
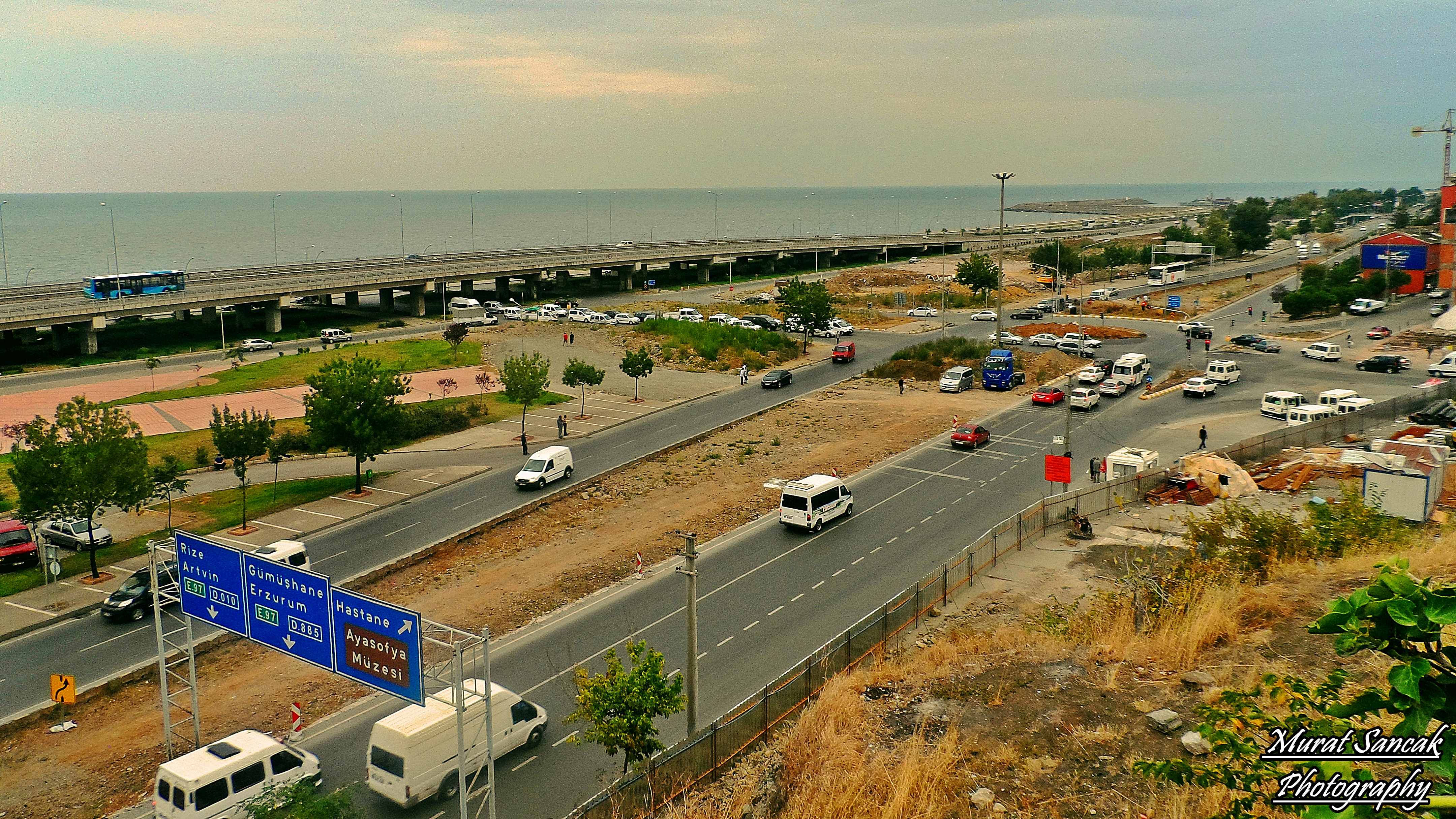
La tratta stradale Trebisonda-Ortahisar